# Venus as a Boy
"Venus as a Boy" é o segundo single do álbum Debut, da cantora islandesa Björk.
O single é composto por mais duas faixas lado-B, "Stígðu Mig" e "I Remember You", uma gravada originalmente pela banda The Elgar Sisters, e outra um cover de uma música clássica de amor escrita por Victor Schertzinger em 1941.

## Videoclipe
O vídeo da música foi dirigido por Sophie Muller, e mostra Björk cozinhando ovos em uma cozinha e com um lagarto de estimação no ombro.

## Posição nas paradas musicais
| Parada (1993)                       | Melhor posição |
| ----------------------------------- | -------------- |
| Europa (Eurochart Hot 100)          | 92             |
| Islândia (Íslenski Listinn Topp 40) | 1              |
| Suécia (Sverigetopplistan)          | 39             |
| Reino Unido (UK Singles Chart)      | 29             |

| Parada (1994)    | Melhor posição |
| ---------------- | -------------- |
| Austrália (ARIA) | 92             |

| Parada (1993)                       | Posição |
| ----------------------------------- | ------- |
| Islândia (Íslenski Listinn Topp 40) | 91      |